# Schistophila fuscella
Schistophila fuscella är en fjärilsart som beskrevs av Forbes 1931. Schistophila fuscella ingår i släktet Schistophila och familjen stävmalar. Inga underarter finns listade i Catalogue of Life.